# Jules Rau
Jules Rau (Brugge, 11 april 1854 - Brussel, 11 oktober 1919) was een Belgisch architect. Zijn belangrijkste project was een Kurhaus in het Zwitserse Maloja, thans het Maloja Palace.

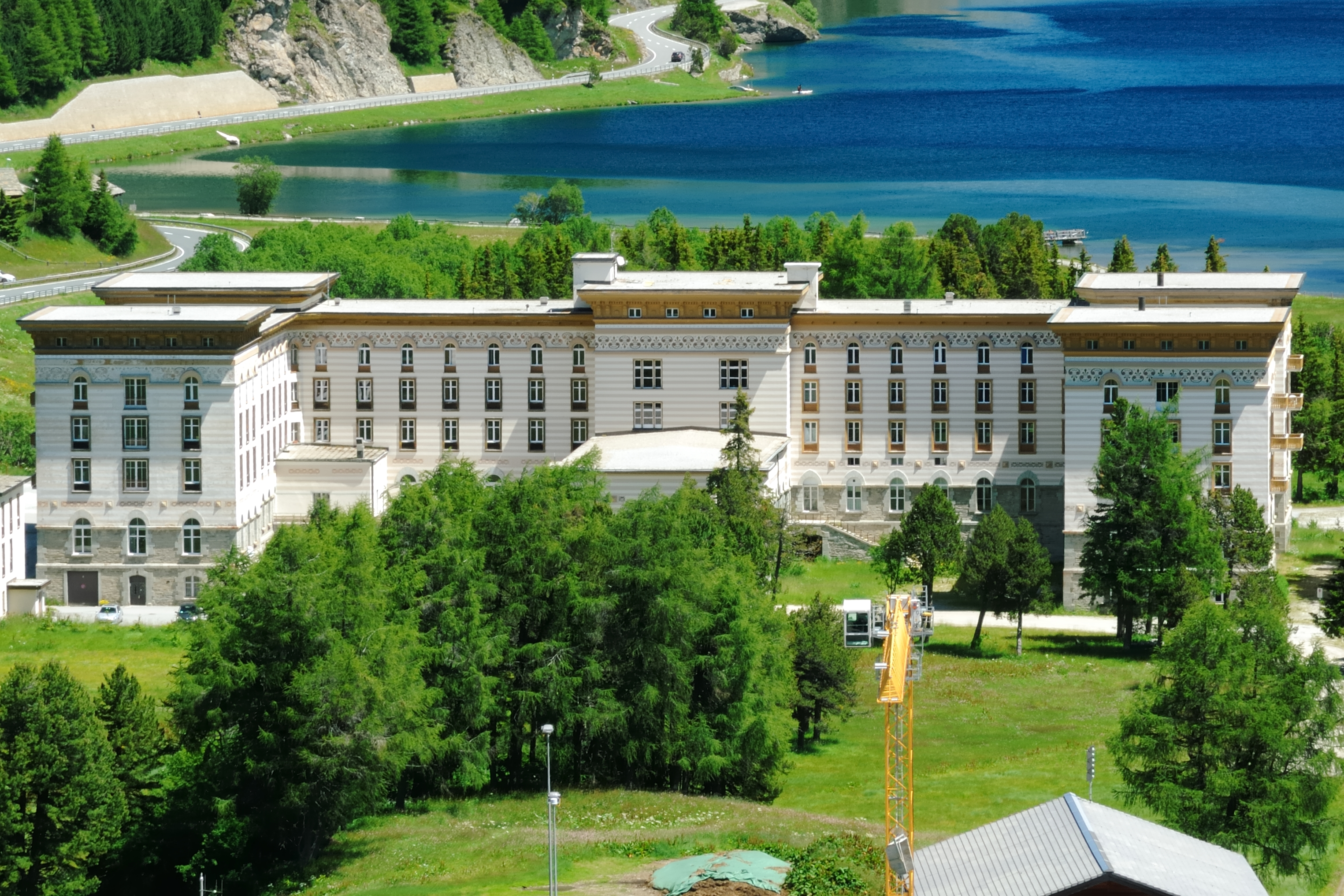
Maloja Palace.

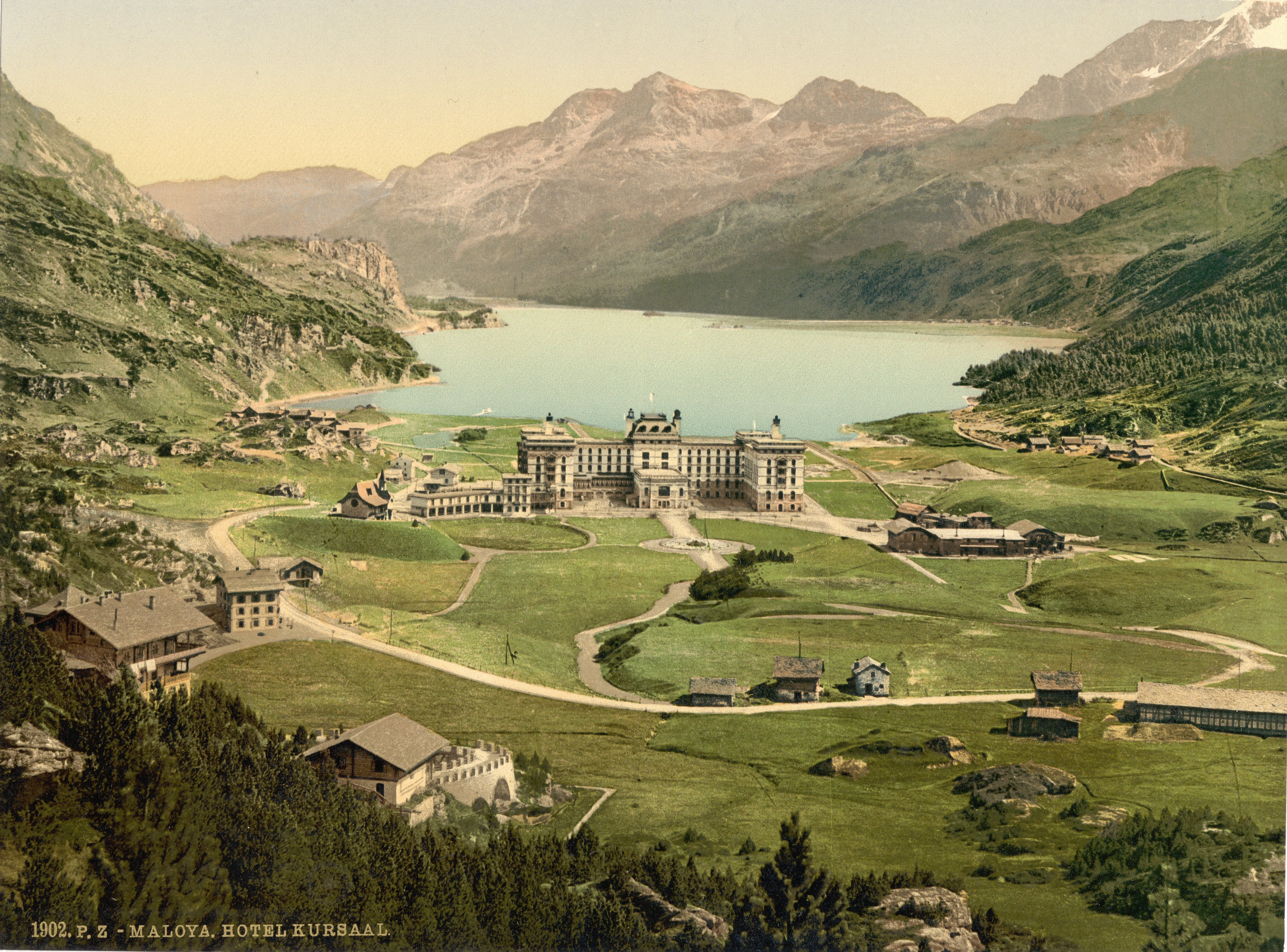
Maloja Palace en Silsersee omstreeks 1900.

## Opleiding
Of Jules Rau aan de academie van zijn geboortestad gestudeerd heeft, kon niet achterhaald worden. Zijn architectenopleiding volgde hij aan de Academie voor Schone Kunsten te Brussel, waar hij in 1881 een eerste prijs behaalde.

## Belangrijkste realisaties
De in 1881 behaalde eerste prijs leverde Jules Rau een prestigieuze opdracht op: het bouwen van een groot hotelcomplex in het Zwitserse kanton Graubünden, in opdracht van de Belgische graaf Camille de Renesse. Kort na de voltooiing in 1884 ging het hotel reeds failliet. Het kende diverse eigenaars en was gedurende tientallen jaren een vakantiecentrum van de Belgische Christelijke Mutualiteit. Sedert 2009 is het opnieuw een privé-hotel.
In België ontwierp Jules Rau, samen met Alexandre Cooreman, een zwembad in Elsene (1904) en het zwembad Victor Boin in Sint-Gillis (1905). Hij ontwierp de kerktoren van de Sint-Martinuskerk (Strijtem) 1900.
In 1906 bouwde hij zijn eigen woonhuis (Tervurenlaan 122-124 te Sint-Pieters-Woluwe). In 1908 volgde een wijndepot voor de firma Basse in Sint-Jans-Molenbeek en vanaf 1913 een lagere school voor jongens in Brussel.
Jules Rau was ook betrokken bij de nieuwe stadswijk Heliopolis nabij Caïro en bij de bouw van houten woningen in Paramaribo.

## Varia
De architect Victor Horta liep een tijd stage in het kantoor van Jules Rau en was peter van diens zoon Marcel (1886-1966), die zijn carrière begon als architect, maar werd -in tegenstelling tot zijn vader- mettertijd beeldhouwer werd.